# Африканский Кубок чемпионов 1968
Африканский Кубок чемпионов 1968/69 — четвёртый розыгрыш главного африканского клубного турнира. Планировалось участие 20 команд, три из них снялись до начала игр предварительного раунда, ещё одна — после первой игры 1/4 финала. Клубы «Африка Спорт» и «Майти Барролл» были дисквалифицированы по ходу турнира. Победителем второй раз подряд стал «ТП Энглеберт» из ДР Конго.

## Предварительный раунд
| Команда 1       | Итог  | Команда 2     | 1-й матч | 2-й матч |
| --------------- | ----- | ------------- | -------- | -------- |
| Этуаль дю Конго | отказ | Майти Блэкпул |          |          |
| ФАР             | отказ | Аугустинианс  |          |          |
| Сомали Полис    | отказ | Космополитанс |          |          |
| Сектёр 6        | 2:4   | УС Уагадугу   | 1:1      | 1:3      |

## Первый раунд
| Команда 1        | Итог       | Команда 2         | 1-й матч | 2-й матч       |
| ---------------- | ---------- | ----------------- | -------- | -------------- |
| Абалуйя Юнайтед  | 4:2        | Сент-Джордж       | 1:1      | 3:1            |
| Африка Спортс    | 6:4 дискв. | ТП Энглеберт      | 2:0      | 4:4            |
| Этуаль дю Конго  | 4:6        | Орикс Дуала       | 1:2      | 3:4            |
| ФАР              | 3:0        | Фойер Франс       | 2:0      | 1:0            |
| Майти Барролл    | 1:4        | Конакри II        | 1:2      | 0:2 тех.победа |
| Сомали Полис     | 2:4        | Аль-Мурада        | 1:1      | 1:3            |
| Стэйшенери Сторз | 4:4 жребий | Кейп Коаст Дуорфс | 3:2      | 1:2            |
| УС Уагадугу      | 1:6        | Этуаль Филант     | 1:4      | 0:2            |

## Четвертьфиналы
| Команда 1       | Итог       | Команда 2        | 1-й матч | 2-й матч       |
| --------------- | ---------- | ---------------- | -------- | -------------- |
| Абалуйя Юнайтед | 4:3        | Аль-Мурада       | 3:0      | 1:3            |
| ТП Энглеберт    | 5:0        | Орикс Дуала      | 3:0      | 2:0            |
| ФАР             | 2:2 жребий | Стэйшенери Сторз | 1:0      | 1:2            |
| Этуаль Филант   | 5:0        | Конакри II       | 3:0      | 2:0 тех.победа |

## Полуфиналы
| Команда 1       | Итог | Команда 2     | 1-й матч | 2-й матч |
| --------------- | ---- | ------------- | -------- | -------- |
| Абалуйя Юнайтед | 2:4  | Этуаль Филант | 2:0      | 0:4      |
| ТП Энглеберт    | 4:2  | ФАР           | 1:1      | 3:1      |

## Финал
| 16 марта 1969 | \| ТП Энглеберт \| 5:0 \| Этуаль Филант \| | 20-го мая, Киншаса |
| ТП Энглеберт  | 5:0                                        | Этуаль Филант      |

| 30 марта 1969 | \| Этуаль Филант \| 4:1 \| ТП Энглеберт \| \| Каоло · Анану \| Голы \| Калонзо \| | Эйадема, Ломе |
| Этуаль Филант | 4:1                                                                               | ТП Энглеберт  |
| Каоло · Анану | Голы                                                                              | Калонзо       |

## Чемпион
| Победитель Африканского Кубка чемпионов 1968 |
| -------------------------------------------- |
| ТП Энглеберт 2-й титул                       |